# Aleksandr Yuninski
Aleksandr Yuninski (en ruso: Александр Юнинский, romanizado: Aleksandr Yuninskij, Kiev, 20 de enero de 1910 - Dallas, Texas, 19 de diciembre de 1972) fue un pianista de música clásica ruso.

## Biografía
Inicialmente estudió piano en el conservatorio que había sido abierto en 1913, y entre cuyos graduados se incluyen Vladimir Horowitz y Alexander Brailowsky. 
En 1923 se trasladó a París, donde estudió con Lazare Lévy. Fue galardonado con el primer premio para piano del conservatorio. En 1932 ganó el segundo Concurso Internacional de Piano Frédéric Chopin. De hecho, Yuninski quedó empatado en el primer lugar con el pianista ciego húngaro Imre Ungar, y los jueces decidieron conceder la victoria sobre la base del lanzamiento de una moneda. Ungar perdió.
En 1955, tomó un puesto de profesor en el Conservatorio de Toronto, donde contaba entre sus alumnos el compositor canadiense Bruce Mather. Mather conmemoró su maestro en la composición de su 1974 In memoriam Alexander Uninsky 
Posteriormente enseñó en la Universidad Metodista del Sur en Dallas. Entre sus alumnos, Jeffrey Swann, Enrique Batiz, David Morgan, Carmen Álvarez, Booz Heilman, Henry Doskey, David Golub y Dubravka Tomsic Srebotnjak.
Su último concierto lo dio en Costa Rica, el 19 de octubre de 1972, en la celebración del 75 aniversario del Teatro Nacional. Interpretó el Concierto para Piano y orquesta n.º 1 opus 23 de Chaikovski. Estaba aquejado de una grave artritis.  Dos meses después, el 19 de diciembre, se quitaría la vida en la ciudad de Dallas, Texas.
Fue rápidamente contratado en la década de 1950 por la recién creada de grabaciones Philips. La obra de Chopin está bien representada en sus grabaciones, incluido el Études completo, grabado en la década de 1950, la mazurkas completa e impromptus, grabados entre 1959 y 1971, los scherzos y valses, así como los conciertos para piano. Entre sus grabaciones incluyen obras de Liszt.
Su estilo es una reminiscencia de Nikita Magalov, que se sometió a las mismas influencias de la Rusia prerevolucionaria y postrevolucionario de París. Su toque es sentimental y elegante, pero con un rubato que lo señala como proveniente de una estética esencialmente de principios del siglo XX. Una indicación de la "modernidad" en la interpretación de Yuninski, proviene de un comentario de Dinu Lipatti en una reseña que escribió en 1937 para Libertatea en el que dice "¿Cómo es posible que Emil Sauer pueda tocar en la pequeña Salle Érard, a pesar de su pasado glorioso , cuando un Brailowski o Yuninski pueden llenar la Salle Pleyel? "

## Grabaciones
- Chopin: Polonaises (n.os 1-6), Epic Records LP -LC 3623